# كوفينغتون (لويزيانا)
كوفينغتون (بالإنجليزية: Covington, Louisiana)‏ هي مدينة تقع في الولايات المتحدة في لويزيانا. يقدر عدد سكانها بـ 8,765 نسمة .

## أعلام
- كاثرين بروكس
- إيرف شتاين
- إيان سومرهالدر
- ووكر بيرسي
- إيرني ماسون
- ليون رينيه
- إي. جون إليس
- بيتن إرنست
- إيميل ميار
- جيمس أوكونور